# گان ۱۸۲۴۳
سیارک ۱۸۲۴۳ (به انگلیسی: 18243 Gunn، نامگذاری:2272T-2) هجده هزار و دویست و چهل و سومین سیارک کشف شده‌است که در ۲۹ سپتامبر ۱۹۷۳ کشف شد.
قدر مطلق سیارک برابر ۳۲.۳ است.